# Розсіювання (спорт)
Розсі́ювання — розведення учасників спортивного турніру перед жеребкуванням у різні групи або по різних парах згідно з їхнім рейтингом із метою уникнути зустрічі фаворитів на ранніх етапах змагання й вибування одного з них.
Зазвичай розсіювання застосовується в турнірах, які проходять за принципом вибування (олімпійська система), наприклад у тенісі чи бадмінтоні. Розсіювання проводиться також у футболі в змаганнях, частина яких відбувається за олімпійською системою, наприклад, у єврокубках чи Кубку Світу.

## Теніс
Тенісисти розсіюються перед кожним турніром. Зазвичай визначається шістнадцятка найсильніших, на турнірах Великого шолома — 32 найсильніших. Здебільшого розсіювання опирається на рейтинги АТР чи WTA, однак організатори турнірів можуть змінити номери посіву, поставивши, наприклад, першим номером на Вімблдоні тенісиста, який найуспішніше грає на траві тощо. Тенісистів, що не потрапляють у число сіяних, називають несіяними. В тенісі не заведено проводити процедуру розсіювання перед кожним наступним туром, хоча в інших видах спорту таке можливе.

## Футбол
У футбольних змаганнях розсіювання команд проводиться для визначення складу відбіркових груп. Зазвичай команди розбиваються на кілька груп (кошиків), і при жеребкуванні до однієї групи потрапляють команди з різних кошиків. Для визначення складу кошиків використовуються різні рейтинги, наприклад,
рейтинг ФІФА.